# Elaenia strepera
Elaenia strepera е вид птица от семейство Tyrannidae.

## Разпространение
Видът е разпространен в Аржентина, Боливия, Венецуела, Колумбия и Перу.